# Mesiotelus tenuissimus
Espèce
Synonymes
- Clubiona virgulata Blackwall, 1859
- Cheiracanthium tenuissimum L. Koch, 1866
- Liocranum cerioi Pavesi, 1875
- Drassus spinulosus Thorell, 1875
- Liocranum alexandrinum Simon, 1880
- Mesiotelus alexandrinum (Simon, 1880)

Mesiotelus tenuissimus est une espèce d'araignées aranéomorphes de la famille des Liocranidae.

## Distribution
Cette espèce se rencontre en Europe, en Afrique du Nord, au Proche-Orient et au Turkménistan,.

## Description
Le mâle mesure 4 mm et la femelle 6,4 mm.

## Publication originale
- L. Koch, 1866 : Die Arachniden-Familie der Drassiden. Nürnberg, Hefte 1-6, p. 1-304.